# Hatoon Kadi
Hatoon Kadi (em árabe: هتون قاضي) é uma comediante e ativista da Arábia Saudita que apresenta o programa de comédia Noon Al Niswa no YouTube, que tinha 292.912 assinantes (em 8 de dezembro de 2016). Ela apresenta os fenômenos sociais sob a perspectiva da mulher, usando o sarcasmo, evitando julgamentos e sem tentar encontrar soluções. Ela é conhecida por seus vídeos satíricos sobre questões femininas e familiares, muitas vezes destacando a vida cotidiana na Arábia Saudita. A Dra. Hatoon Kadi começou na comédia quando percebeu que havia muitos comediantes da Internet na Arábia Saudita, mas faltavam mulheres na área. Em 2014, ela foi nomeada uma das 100 mulheres da BBC.
Hatoon Kadi é mãe de dois filhos e escreve uma coluna semanal para o Arab News, um jornal diário da Arábia Saudita em língua inglesa. Ela leciona em tempo parcial na Escola de Negócios e Direito, da Universidade Dar Al-Hekma, em Jeddah, na Arábia Saudita.[carece de fontes?] Hatoon completou dois cursos no Reino Unido: em 2009, formou-se com mestrado em Tecnologia da Informação, Gestão e Organização, pela Lancaster University; e em 2016, obteve seu doutorado na Universidade de Sheffield.

Em dezembro de 2016, Hatoon Kadi fazia parte de um grupo de influenciadores das redes sociais na região do Golfo Pérsico que lançou uma campanha de apoio aos refugiados sírios na Jordânia. O seu objetivo era aumentar a sensibilização para os desafios dos refugiados sírios na Jordânia e mobilizar apoio financeiro. Os influenciadores publicaram histórias escritas e filmadas sobre as suas visitas aos campos de refugiados sírios, chamando a atenção para o sofrimento dos refugiados.